# Trichotosia dongfangensis
Trichotosia dongfangensis là một loài thực vật có hoa trong họ Lan. Loài này được X.H.Jin & L.P.Siu mô tả khoa học đầu tiên năm 2004.